# William Rose
William Rose (Jefferson City (Missouri), 31 de agosto de 1918 –  Isla de Jersey, 10 de febrero de 1987) fue un guionista estadounidense que realizó trabajos para la industria cinematográfico tanto de Gran Bretaña como de Hollywood.

## Biografía
Aunque nació en Jefferson City (Missouri), Rose viajó a Canadá en 1939 y se alistó voluntario para luchar en el bando canadiense en la Segunda Guerra Mundial. Después de haber militado en bases en Escocia y Europa, se estableció en Gran Bretaña al final de la guerra para trabajar como guionista y casarse con una ciudadana británica, Tania Price, con la que colaboraría con él.
Con ese conocimiento de conocer tanto la cultyura británica como la estadounidense, William Rose escribió numerosas comedias de éxito británicas como Genoveva (1953). Fue el guionista habitual de director Alexander Mackendrick y son notables sus aportaciones en películas como notably for La bella Maggie (1954) y El quinteto de la muerte (1955). También provisionó de guiones a los estudios de Hollywood, consiguiendo el Óscar al mejor guion original por Adivina quién viene esta noche (1967). también ganó el Premio del Writers Guild of America por la mejor comedia estadounidense por ¡Que vienen los rusos! (1966).
En 1973, la trayectoria de Rose fue reconocida por el Writers Guild of America con el Premio Honorífico Laurel a toda una carrera. En la década de los 70, tuvo un breve romance con Katharine Hepburn.
William Rose murió en 1987 en Jersey a la edad de 72 años.

## Filmografía
- Once a Jolly Swagman, de Jack Lee (1948)
- Esther Waters, de Ian Dalrymple y Peter Proud (1948)
- Los asesinos acusan (I'll Get You for This) de Joseph M. Newman  (1950)
- La pasión de su vida (My Daughter Joy), de Gregory Ratoff  (1950)
- Gift Horse, de Compton Bennett  (1952)
- Genoveva, de Henry Cornelius (1953)
- La bella Maggie (The Maggie), de Alexander Mackendrick   (1954)
- El marido propone y... (Touch and Go), de Michael Truman  (1955)
- El quinteto de la muerte (The Ladykillers), de Alexander Mackendrick (1955)
- The Man in the Sky, de Charles Crichton  (1957)
- The Smallest Show on Earth, de Basil Dearden  (1957)
- El mundo está loco, loco, loco (It's a Mad, Mad, Mad, Mad World), de Stanley Kramer   (1963; con Tania Rose)
- ¡Que vienen los rusos! (The Russians Are Coming, the Russians Are Coming), de Norman Jewison  (1966)
- The Flim-Flam Man, de Irvin Kershner  (1967)
- Adivina quién viene esta noche (Guess Who's Coming to Dinner), de Stanley Kramer (1967)
- El secreto de Santa Vittoria (The Secret of Santa Vittoria), de Stanley Kramer (1969)

## Premios y distinciones
Premios Óscar
| Año  | Categoría                        | Película                       | Resultado |
| ---- | -------------------------------- | ------------------------------ | --------- |
| 1955 | Mejor argumento y guion          | Genoveva                       | Nominado  |
| 1957 | Mejor guion original             | El quinteto de la muerte       | Nominado  |
| 1967 | Mejor argumento y guion adaptado | ¡Que vienen los rusos!         | Nominado  |
| 1968 | Mejor guion original             | Adivina quién viene esta noche | Ganador   |